# Bendartalhalli, Shorapur
Bendartalhalli là một làng thuộc tehsil Shorapur, huyện Gulbarga, bang Karnataka, Ấn Độ.